# Maestro di Memphis
Il Maestro di Memphis (fl. XV-XVI secolo) è stato un pittore italiano, allievo e collaboratore di Filippino Lippi, attivo tra la fine del Quattrocento e il primo decennio del Cinquecento.

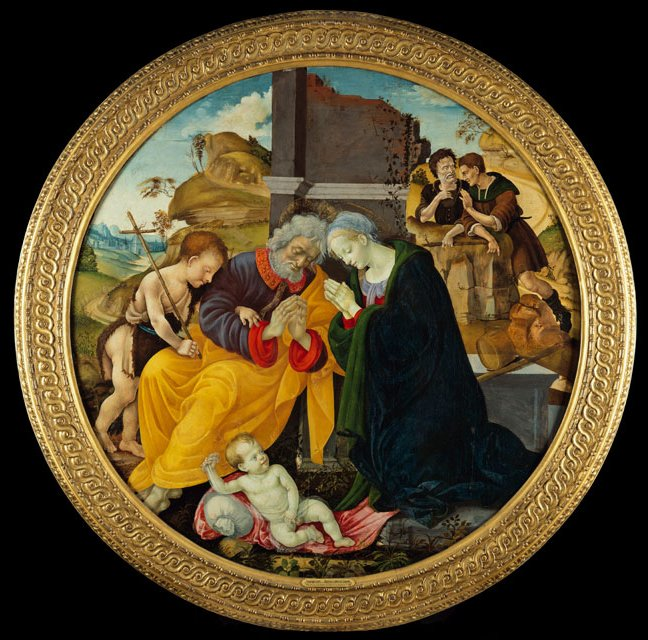
Adorazione del Bambino

Partecipò probabilmente in alcune parti dell'Adorazione dei Magi per San Donato a Scopeto, e dopo la morte del suo maestro (1504) si dedicò per non più di un decennio alla produzione di opere indipendenti, probabilmente adoperando come base disegni dello stesso Filippino. Il suo nome deriva da una pala con San Francesco in gloria nel Brooks Museum of Art a Memphis, e gli vengono attribuite altre opere in chiese e musei, quali la Madonna della cintola nel Museo del Cenacolo di Andrea del Sarto e la Madonna e santi nella chiesa di Santa Maria Assunta a Fabbrica di Peccioli, una pala al Petit Palais di Avignone. 
Tra le proposte di individuazione, fatte spulciando tra i nomi degli allievi di Filippino Lippi, c'è il nome di un tale Bernardo di Lorenzo, oppure potrebbe essere quel Niccolò dei Cartoni ricordato dal Vasari, chiamato così proprio perché lavorava utilizzando i cartoni preparatori del suo maestro. 
Il suo stile appare come una versione indebolita delle opere del suo maestro, dove la tensione nervosa si stempera in una fattura più convenzionale, pur restando l'artista più fedele alla maniera di Filippino.